# Mogelijke oorlogsmisdaden tijdens de Russische invasie van Oekraïne sinds 2022
Sinds het begin van de Russische invasie van Oekraïne op 24 februari 2022 deden Oekraïense bronnen en onafhankelijke media verslag van mogelijke oorlogsmisdaden, zoals geweld tegen de burgerbevolking.
Terwijl de Russische woordvoerders al deze berichten bagatelliseerden of als bewuste enscenering wegzetten, pleitten veel landen en organisaties voor een onafhankelijk onderzoek. De Mensenrechtenraad van de Verenigde Naties was hier enige dagen na het uitbreken van de oorlog mee begonnen. Op verzoek van de Oekraïense regering en met ondersteuning van 39 lidstaten van de VN werd ook een aanklacht bij het Internationaal Strafhof in Den Haag ingediend.
Na de ontdekking van de vele gedode burgers in Boetsja riep António Guterres, de Secretaris-Generaal van de Verenigde Naties, op om een gedegen forensisch onderzoek uit te voeren. Ook de OVSE, waarvan de Russische Federatie deel uitmaakt, liet een groep van juridische experts van het Bureau voor Democratische Instituties en Mensenrechten ter plaatse onderzoek doen. In hun verslag stelden de juristen vast dat het niet mogelijk was om te concluderen dat de oorlog als zodanig een uitgebreide en systematische aanval op de Oekraïense burgerbevolking was. Wel werd de omvang van de door het Russische leger aangerichte vernietiging van huizen, ziekenhuizen, cultureel erfgoed, scholen, flatgebouwen, regeringsgebouwen, gevangenissen, politiebureaus, waterpompstations en stroomvoorzieningen veroordeeld. Dit werd gezien als zijnde in tegenspraak met de volgens het Internationaal humanitair recht noodzakelijke onderscheiding van doelen, de proportionaliteit en zorgvuldigheid. Ook werden objectief misdaden, in het kader van het internationaal oorlogsrecht, door beide strijdende partijen vastgesteld, waarbij de misdaden door de Russische Federatie als verreweg groter in aard en omvang werden beoordeeld.

## Bombardementen op woonwijken
Op de allereerste dag van de invasie begon de Russische artillerie met het bombarderen van woonwijken in de stad Marioepol in de oblast Donetsk. Een dag later, op 25 februari 2022, werd volgens Amnesty International een kinderopvang in Ochtyrka in de oblast Soemy geraakt door clustermunitie, waarbij meerdere burgerslachtoffers vielen. Verder maakte Amnesty op 26 februari 2022 bekend dat het vier aanvallen op Oekraïense scholen had geverifieerd, waarvan er een al had plaatsgevonden voor het begin van de Russische invasie. Op 28 februari bombardeerden de Russen woonwijken in Charkov, waarbij meerdere instanties vermoedden dat er clustermunitie of vacuümbommen waren ingezet, er vielen tientallen doden. Op 12 juni 2022 meldde Amnesty International, na eigen onderzoek, dat er inderdaad clusterbommen waren gebruikt.

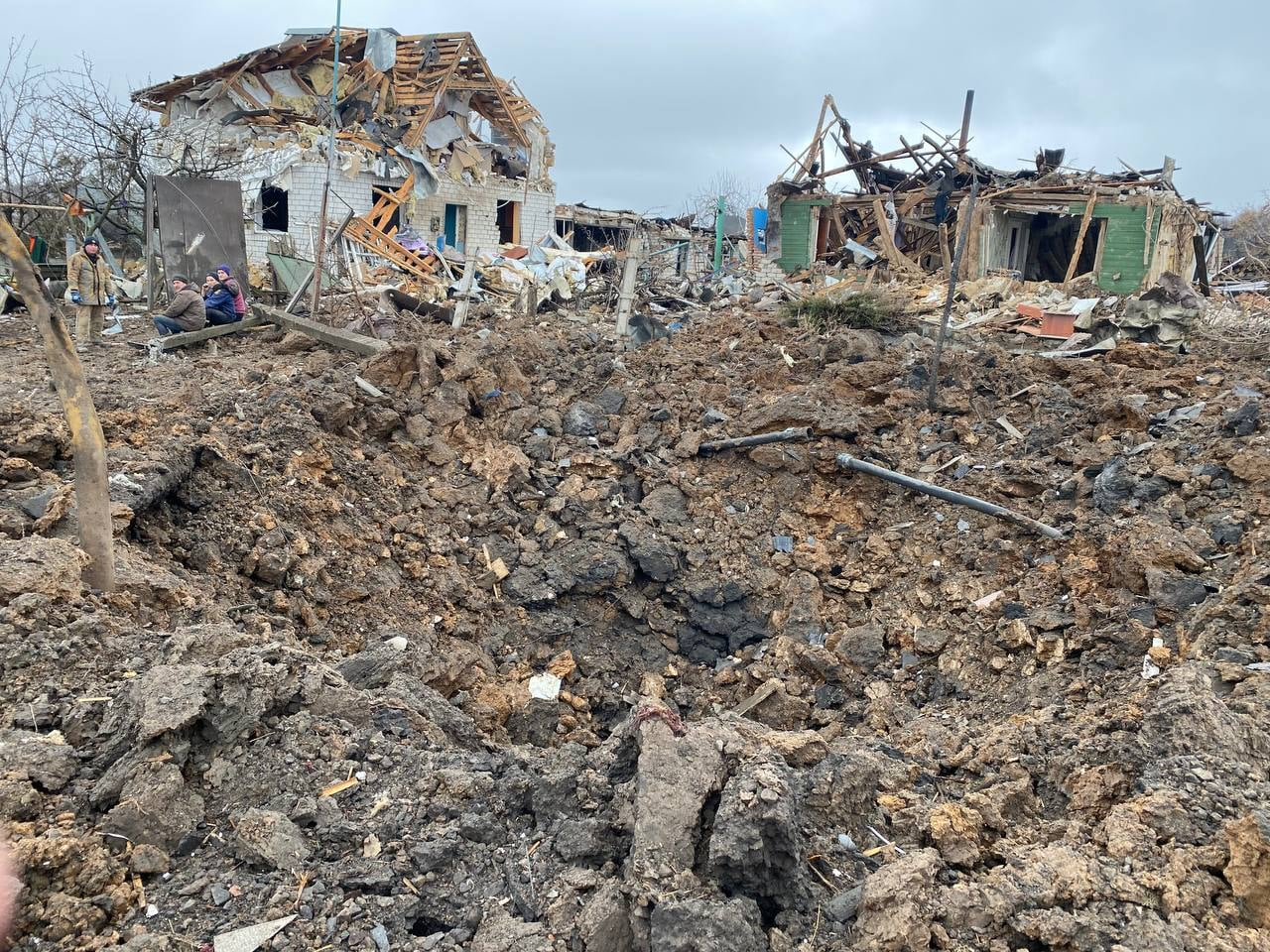
Door Russische aanvallen aangerichte verwoesting in het dorpje Jakovlivka in de oblast Charkov

In Borodjanka, in de oblast Kiev, werd op 2 maart een flatgebouw in een woonwijk gebombardeerd. Het dorp Jakovlivka, 20 km ten zuiden van Charkov, werd bijna van de kaart geveegd door een luchtaanval. Bij deze aanval zouden zeker drie doden zijn gevallen. Voor zover bekend was er in dit dorp geen militair doelwit aanwezig.
Op 3 maart werd een woonwijk in Tsjernihiv beschoten met raketten, waarbij burgerdoden vielen. Er waren aanwijzingen dat daarbij clustermunitie was gebruikt.

## Thermobarische wapens
Op 28 februari verklaarde Oksana Markarova, de Oekraïense ambassadeur in de Verenigde Staten, dat Russische troepen een thermobare (vacuüm)bom in Ochtyrka in de oblast Soemy, gebruikten. Het internationaal recht verbiedt het gebruik van thermobare munitie, brandstof-luchtexplosieven of vacuümbommen tegen militaire doelen niet. Het gebruik ervan tegen de burgerbevolking kan worden verboden onder de conventie over bepaalde conventionele wapens (CCW) van de Verenigde Naties. Markarova beweerde dat het gebruik van thermobarische wapens in strijd is met de Conventies van Genève. De aanval vernietigde een Oekraïense militaire basis, waarbij 70 soldaten omkwamen.

## Bombardementen op evacuatieroutes
Op 8 maart maakte de ngo Human Rights Watch bekend dat de Russische troepen op 6 maart aanhoudend bombardementen uitvoerden op de overeengekomen evacuatieroutes via de humanitaire corridors, waarbij vluchtende burgers werden gedood.

## Aanvallen op de gezondheidszorg
Op 9 maart werd tijdens een Russische luchtaanval in Marioepol een kraamkliniek verwoest, waarbij zeker drie doden vielen onder wie een kind. In de stad werden de lichamen van omgekomen burgers gedumpt in massagraven.
Op 24 maart maakte de Wereldgezondheidsorganisatie (WHO) bekend dat er vanaf het begin van de oorlog op 24 februari tot 22 maart in totaal 64 aanvallen op de Oekraïense gezondheidszorg waren gepleegd, met 15 doden en 37 gewonden tot gevolg. Gewezen werd op de verwoestende impact van de Russische aanvallen op het gehele Oekraïense gezondheidszorgsysteem.

## Mogelijke mishandelingen door Oekraïense soldaten
Eind maart ging er een filmpje rond op sociale media, waarin het sterk leek alsof Russische krijgsgevangenen in een zuivelfabriek in Charkov zwaar werden mishandeld door Oekraïense soldaten. De echtheid van het filmpje viel niet met zekerheid na te gaan, wel werd geconstateerd dat er kort geleden in een naburig dorp soortgelijke incidenten waren geweest.

## Executies van burgers
Nadat de Russische troepen zich hadden teruggetrokken uit Boetsja, een voorstad van Kiev met ca. 30.000 inwoners, maakte burgemeester Anatoli Fedoroek op 3 april bekend dat er meer dan 300 inwoners van Boetsja om het leven waren gebracht door het Russische leger. Op videobeelden waren tientallen lichamen te zien die op straat lagen. Er werd wereldwijd verontwaardigd gereageerd. De Oekraïense minister van Buitenlandse Zaken, Dmytro Koeleba, drong erop aan dat de G7-landen zo snel mogelijk met nieuwe sancties tegen Rusland zouden komen. Rusland ontkende enige betrokkenheid bij het bloedbad en beschuldigde Oekraïne en de westerse landen van enscenering. De New York Times berichtte echter dat op de satellietbeelden te zien was dat de lichamen er al weken lagen.
In het stadje Motisjzin, ten westen van Kiev, werden op 5 april vijf lichamen gevonden achter het huis van burgemeester Olga Soetsjenko. Drie van de slachtoffers waren Soetsjenko, haar man en kind. Inwoners van Motisjzin vertelden dat de 50-jarige burgemeester en haar man elke samenwerking met de invasietroepen hadden geweigerd.

## Executies van krijgsgevangenen
Gedurende de oorlog hebben beide kanten elkaar beschuldigd van het executeren van krijgsgevangenen.
Aan het eind van maart 2022 dook er online een filmpje op waarop te zien is hoe een Oekraïense militair vermoedelijk een gevangengenomen Russische soldaat executeren bij het dorp Dmytrivka.
Op 29 juli 2022 werd een gebouw waar Oekraïense krijgsgevangenen verbleven vernietigd. Daarbij kwamen 53 krijgsgevangenen om het leven en raakten minimaal 75 anderen gewond. Volgens Oekraïne blies Rusland het complex op om bewijs van het martelen en vermoorden van krijgsgevangenen te vernietigen. Rusland beweerde dat het gebouw werd vernietigd door een Oekraïense aanval met een HIMARS-raket. Een onderzoek van CNN op basis van video's, foto's en satellietbeelden wees uit dat de Russische versie zeer onwaarschijnlijk is en dat de beelden erop wijzen dat het gebouw vernietigd werd door een intens vuur.
Op 6 maart 2023 verscheen er een filmpje online waarop te zien is hoe de 41-jarige Oekraïense soldaat Tymofi Sjadoera geëxecuteerd wordt. In het korte filmpje ziet de kijker de militair ongewapend met een sigaret in een kuil staat. Het is te horen hoe hij de woorden "Слава Україні" (Glorie aan Oekraïne) uitspreekt en daarna door gewapende mensen achter de camera wordt neergeschoten. Het filmpje ging als snel de wereld over en Sjadoera werd door de Oekraïense president Zelensky een held genoemd.

## Bombardement op theater van Marioepol

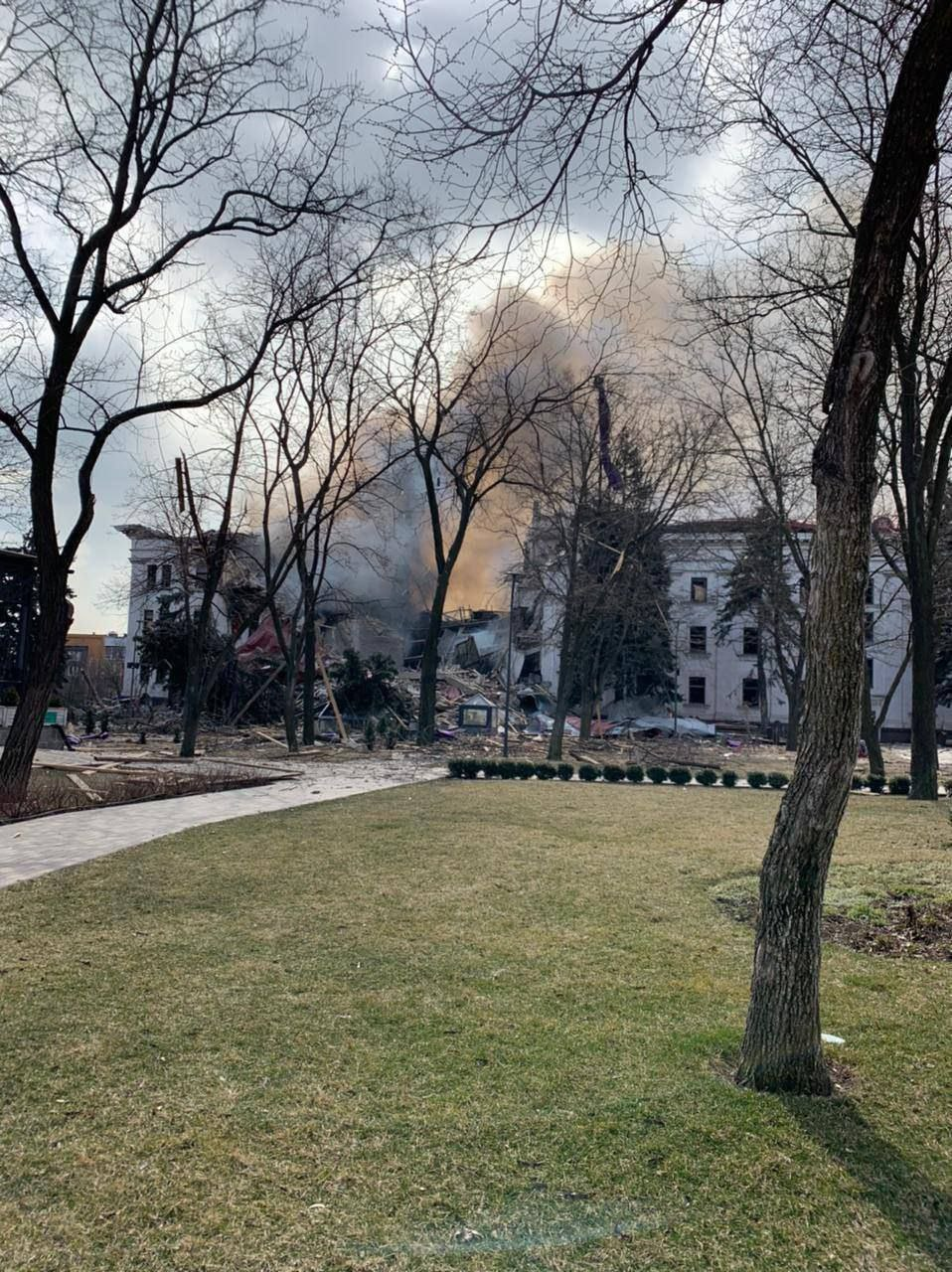
Het theater van Marioepol na het bombardement

Op 30 juni 2022 meldde Amnesty International na uitgebreid onderzoek dat ze concludeerden dat de aanval van het Russische leger op het theater van Marioepol op 16 maart 2022, een duidelijke oorlogsmisdaad was. Zeer waarschijnlijk was Rusland op de hoogte van het gegeven dat honderden mensen hun toevlucht in het theater hadden gezocht, maar bombardeerde het gebouw desondanks toch. Het gebouw was duidelijk herkenbaar en mensen hadden aan twee kanten van het gebouw in grote letters het Russische woord voor ‘kinderen’ geschreven. Russische piloten moeten dat duidelijk hebben gezien, tevens was het goed zichtbaar op satellietbeelden.

## Aanval op treinstation Kramatorsk
In de ochtend van 8 april meldden Oekraïense autoriteiten dat het treinstation in Kramatorsk, in de oblast Donetsk, was getroffen door twee Russische OTR-21 Totsjka-U raketten. Op het moment van de aanval waren er duizenden burgers aanwezig in het station, wachtend om te worden geëvacueerd. Bij de aanval vielen volgens de berichten zeker 52 doden, van wie de meesten vrouwen en kinderen waren. Ook raakten er 87 tot 300 mensen gewond.

Volgens president Zelensky had Rusland doelbewust aangestuurd op het maken van burgerslachtoffers. De Oekraïense regering vroeg westerse landen om nog meer wapenleveringen en extra sancties tegen Rusland. Rusland ontkende iets met de aanval te maken te hebben en beschuldigde Oekraïne ervan er zelf achter te zitten.

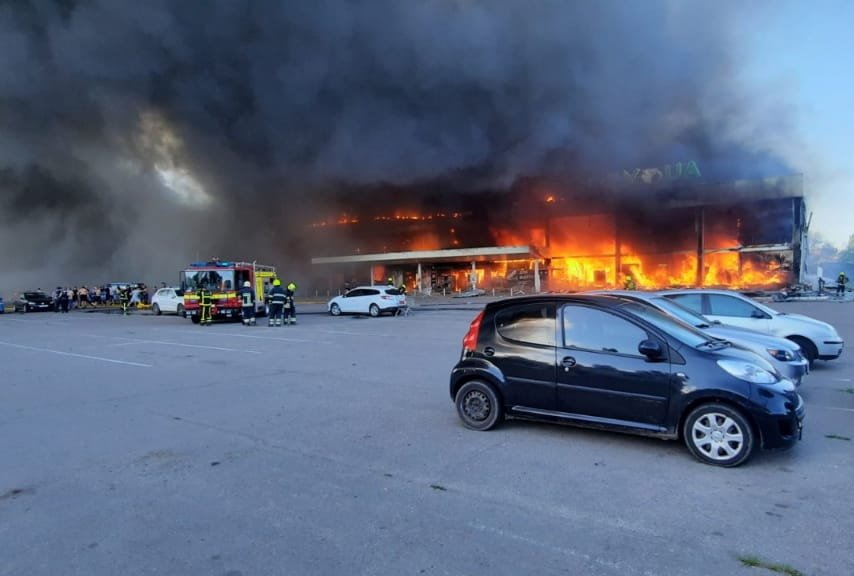
De Russische raketaanval op een winkelcentrum in Krementsjoek werd op 28 juni 2022 door de Franse president Emmanuel Macron een "oorlogsmisdaad" genoemd.

## Aanval op winkelcentrum in Krementsjoek
Op 27 juni vielen er zeker 20 doden en 59 gewonden door een Russische raketaanval op een winkelcentrum in Krementsjoek. De gouverneur van de regio Poltava sprak van een oorlogsmisdaad door Rusland.

## Aanval in regio Odessa
Op 1 juli vielen er zeker 21 doden bij een aanval op een flatgebouw en twee vakantiecentra in Serhiivka in de rajon Bilhorod-Dnistrovskyi, oblast Odessa.

## Aanval op Vinnytsja
In de ochtend van 14 juli vielen er zeker 23 doden bij een Russische raketaanval op Vinnytsja. Deze stad ligt zuidwestelijk van Kiev, een eind uit de buurt van het gebied in Oekraïne waar de gevechten zich concentreerden. President Zelensky sprak van een daad van "openlijk terrorisme" door Rusland.

## Aanval op treinstation Tsjaplyne
Bij een Russische raketaanval op het treinstation van het plaatsje Tsjaplyne (regio Dnipro) op 24 augustus vielen volgens de Oekraïense autoriteiten zeker 25 doden en meer dan 30 gewonden. Volgens een Russische verklaring waren er met de aanval ca. 200 reservisten uitgeschakeld. De Verenigde Staten veroordeelden de aanval als "het zoveelste voorbeeld van wreedheid door Rusland". De Oekraïense regering had reeds vooraf gewaarschuwd voor mogelijke nieuwe Russische aanvallen op die dag, precies een halfjaar na het begin van de Russische invasie en tevens de Oekraïense Onafhankelijkheidsdag.

## Deportatie kinderen uit oorlogsgebieden
Tijdens de Russische invasie bracht Rusland duizenden Oekraïense kinderen over naar door Rusland bezette gebieden en maakte de kinderen tot Russische staatsburgers. Ook adopteerde Rusland kinderen met geweld in Russische families en wierpen juridische obstakels op voor hereniging met hun ouders of hun thuisland Oekraïne. Kinderen werden weggehaald bij gearresteerde ouders, staatsinstellingen en zomerkampen. Anderen werden, door de oorlog, van hun ouders gescheiden aangetroffen, soms wees. Sommigen werden voorgelogen dat hun ouders hen in de steek hadden gelaten, anderen werden gebruikt voor Russische propaganda. Sommige kinderen werden mishandeld. Ze kregen een Russische "patriottische opvoeding".
De geschatte aantallen variëren van 13.000 tot 307.000 gedeporteerde kinderen. De website van het Oekraïense bureau van de procureur-generaal toonde in maart 2023 dat er ruim 800 kinderen waren overleden of verdwenen. Het Internationaal Strafhof (ICC) heeft in maart 2023 arrestatiebevelen uitgevaardigd tegen president Poetin en kinderrechtencommissaris Maria Lvova-Belova die het Hof verantwoordelijk houdt voor de onwettige deportatie van Oekraïense kinderen. Lvova-Belova betwistte de aantijgingen.

## Aanval op centrum Kramatorsk
Op 27 juni 2023 vielen er zeker 11 doden en 56 gewonden bij Russische raketaanvallen op het centrum van Kramatorsk. Een van de raketten kwam neer bij een drukbezocht restaurant in de stad.

## Raketaanval op marktplein in Kostjantynivka
Op 6 september 2023 kwamen zeker zestien mensen om bij een Russische raketaanval op de Oost-Oekraïense industriestad Kostjantynivka, nabij de frontlinie en op 27 kilometer afstand van de plaats Bachmoet. Volgens de Oekraïense premier Denys Sjmyhal was een van de slachtoffers een kind en waren er 33 gewonden. Tientallen winkels, een bank en een appartementencomplex raakten beschadigd.